# White Pepper
White Pepper (с англ. — «Белый перец») — седьмой студийный альбом американской рок-группы Ween. Он был выпущен 2 мая 2000 года лейблом Elektra Records.

## Музыкальный стиль
Альбом включает в себя элементы таких жанров, как акустический поп, карибская музыка, кантри, электроника, гранж, джаз, прогрессивный рок, психоделия, софт-рок, спид-метал, стоунер-рок и брит-поп. «Bananas and Blow» содержит элементы карибской/калипсо музыки, а текст песни посвящён наркокурьеру. «Stroker Ace» — это трек в стиле спид-метал и одна из самых тяжёлых песен группы, а «The Grobe» называют песней в стиле гранж/стоунер-рок. Среди других песен альбома «Pandy Fackler» — трек с джазовым влиянием, инструментальная «Ice Castles» черпает вдохновение из электроники, «Falling Out» содержит элементы кантри-музыки, а сингл «Stay Forever» — акустическая поп-композиция. AllMusic описывает ведущий сингл «Even If You Don’t» как трек в стиле брит-поп, а «Back to Basom» — как «психоделическую прогрессивную эпическую софт-рок-композицию».
«Stay Forever» была написана для виолончелистки Тани Хэйден.

## Продвижение и коммерческий успех
Группа помогла продвинуть альбом, исполнив песню «Exactly Where I’m At» в «Позднем шоу с Дэвидом Леттерманом». На песню «Even If You Don’t» был снят клип, режиссёрами которого выступили Трей Паркер и Мэтт Стоун, известные по сериалу «Южный Парк». По словам Дина Уина (Микки Мельчиондо), он и Джин Уин (Аарон Фриман) являются хорошими друзьями Паркера и Стоуна, а Фриман называет их «родственными душами».
В ноябре 2002 года, через два с половиной года после выпуска альбома, журнал Billboard сообщил, что только в США было продано 72 000 копий White Pepper.

## Отзывы
| Совокупная оценка             | Совокупная оценка |
| Источник                      | Оценка            |
| ----------------------------- | ----------------- |
| Metacritic                    | 66/100            |
| Оценки критиков               |                   |
| Источник                      | Оценка            |
| AllMusic                      | [ 1 ]             |
| Chicago Sun-Times             | [ 10 ]            |
| Entertainment Weekly          | B                 |
| The Guardian                  | [ 12 ]            |
| Melody Maker                  | [ 13 ]            |
| NME                           | 5/10              |
| Pitchfork                     | 8.0/10            |
| Rolling Stone                 | [ 16 ]            |
| The Rolling Stone Album Guide | [ 17 ]            |
| Uncut                         | [ 18 ]            |

Альбом получил в целом положительные отзывы от современных музыкальных критиков.
White Pepper вошёл в список 101 лучших альбомов 2000-х годов по версии Creative Loafing, а журнал Glide назвал его 12-м лучшим альбомом десятилетия. Журнал Magnet включил его на 15-е место в свой список 60 лучших альбомов, выпущенных в период с 1993 по 2003 год, [источник не указан], а в 2008 году альбом был включён в книгу «1000 записей, которые нужно услышать, прежде чем умереть». Джейк Ширс из Scissor Sisters назвал его одним из своих любимых альбомов всех времён, заявив: «Мне нравится то, что они делают — они могут быть причудливыми, они могут быть тяжёлыми — они просто невероятные музыканты и авторы песен. Для меня White Pepper — это потрясающий снимок и отличная коллекция песен. Они чем-то похожи на Бека — они всегда оправдывают ожидания — а некоторые из них просто чертовски юношеские».
В 2020 году Нейт Роджерс из Stereogum написал статью об альбоме к его 20-летию. Он объяснил первоначально прохладный приём альбома отсутствием нецензурной лексики и большей доступностью, предположив, что это могло оттолкнуть большую часть ярых поклонников группы. «Сейчас гораздо легче оценить White Pepper, поскольку мы знаем, что он не привёл к окончательной форме, в которой Ween были просто беззубыми и чрезмерно приукрашенными», — написал он. «Группа никогда не поддавалась властям. Они никогда не переставали быть артистами, которые подчинялись игривой воле своего могущественного демона Боогниша, одновременно часто — если не постоянно — сочиняя фантастическую музыку».

## Список композиций
Все песни написаны Ween. Изданы Warner-Tamerlane Publishing Corp./Ver Music/Browndog Music, BMI.
| №                   | Название                     | Длительность |
| ------------------- | ---------------------------- | ------------ |
| 1.                  | «Exactly Where I'm At»       | 4:31         |
| 2.                  | «Flutes of Chi»              | 3:30         |
| 3.                  | «Even If You Don’t»          | 3:25         |
| 4.                  | «Bananas and Blow»           | 3:34         |
| 5.                  | «Stroker Ace»                | 2:08         |
| 6.                  | «Ice Castles» (instrumental) | 2:05         |
| 7.                  | «Back to Basom»              | 3:46         |
| 8.                  | «The Grobe»                  | 3:32         |
| 9.                  | «Pandy Fackler»              | 3:57         |
| 10.                 | «Stay Forever»               | 3:32         |
| 11.                 | «Falling Out»                | 2:28         |
| 12.                 | «She's Your Baby»            | 3:00         |
| Общая длительность: | Общая длительность:          | 39:35        |

| №                   | Название            | Длительность |
| ------------------- | ------------------- | ------------ |
| 13.                 | «Who Dat?»          | 2:21         |
| Общая длительность: | Общая длительность: | 41:56        |

## Чарты
| Чарт (2000)                            | Высшая позиция |
| -------------------------------------- | -------------- |
| Германия (Offizielle Top 100)          | 83             |
| США (Billboard 200)                    | 121            |
| США (Billboard Top Heatseekers Albums) | 2              |